# Edricus
Edricus O.P.-Cambridge, 1889 è un genere appartenente alla famiglia Araneidae.

## Distribuzione
Le due specie oggi note di questo genere sono state rinvenute in America centromeridionale (Messico e nella regione compresa fra Panama e l'Ecuador).

## Tassonomia
Non è un sinonimo anteriore di Salassina Simon, 1895, a seguito di un lavoro dell'aracnologo Levi (1986b).
Dal 2002 non sono stati esaminati esemplari di questo genere.
A dicembre 2013, si compone di due specie:
- Edricus productus O. P.-Cambridge, 1896 - Messico
- Edricus spiniger O. P.-Cambridge, 1890[2] - da Panama all'Ecuador

### Specie trasferite
- Edricus atomarius (Simon, 1895); trasferita al genere Alpaida[1].
- Edricus cayana (Taczanowski, 1873); trasferita al genere Witica.
- Edricus crassicaudus (Keyserling, 1865); trasferita al genere Witica.
- Edricus ensifer Caporiacco, 1946; trasferita al genere Alpaida.
- Edricus eupalaestrus Mello-Leitão, 1943; trasferita al genere Wagneriana.
- Edricus tricuspis (Gétaz, 1893); trasferita al genere Witica.
- Edricus truncatus (Keyserling, 1865); trasferita al genere Alpaida.

### Nomen dubium
- Edricus rubricornis Mello-Leitão, 1940d; esemplare femminile, reperito in Brasile, a seguito di un lavoro di Levi (1991b) è da ritenersi nomen dubium[1].